# Batgera, Basavakalyan
Batgera là một làng thuộc tehsil Basavakalyan, huyện Bidar, bang Karnataka, Ấn Độ.